# Gullträsket
Gullträsket är en sjö i Bodens kommun i Norrbotten som ingår i Luleälvens huvudavrinningsområde. Sjön har en area på 0,423 kvadratkilometer och ligger 143 meter över havet. Sjön avvattnas av vattendraget Gullträskbäcken (Bredträskbäcken).
Sjön är en av ett pärlband av sjöar i Flarkån som är ett biflöde till Luleälven.

## Delavrinningsområde
Gullträsket ingår i delavrinningsområde (735303-174243) som SMHI kallar för Inloppet i Björnträsket. Medelhöjden är 188 meter över havet och ytan är 13,35 kvadratkilometer. Räknas de 6 avrinningsområdena uppströms in blir den ackumulerade arean 77,29 kvadratkilometer. Gullträskbäcken (Bredträskbäcken) som avvattnar avrinningsområdet har biflödesordning 3, vilket innebär att vattnet flödar genom totalt 3 vattendrag innan det når havet efter 111 kilometer. Avrinningsområdet består mestadels av skog (80 procent) och sankmarker (11 procent). Avrinningsområdet har 0,42 kvadratkilometer vattenytor vilket ger det en sjöprocent på 3,2 procent.